# Nikolaj Kunsthal
Nikolaj Kunsthal è una galleria d'arte contemporanea nella città di Copenaghen, in Danimarca.

## Architettura
La galleria è ospitata all'interno della chiesa di San Nicolò, una chiesa sconsacrata del XIII secolo.

## Mostre
La galleria organizza una serie di mostre di fotografia e altri mezzi espressivi incentrate prevalentemente su temi culturali, politici e sociali. A volte i visitatori diventano parte delle installazioni stesse.
Tra il 2010 e il 2011 la galleria ha ospitato un importante intervento artistico mediatico e archeologico intitolato Persistence of Vision. Nel 2014 ha ospitato un'esposizione di opere di Eric Andersen, un artista danese specializzato nelle arti performative e intermediali. Nel 2022, Planet VR, Arto Saari e Ólafur Elíasson hanno esposto contemporaneamente le proprie opera alla galleria riflettendo un mix di stili e una combinazione di arte danese ed internazionale.

## Curiosità
L'edificio ospita anche il ristorante Maven, rinomato per la cucina danese. Una volta, fuori dalla galleria, è stato apposto uno striscione su cui si leggeva: Non sono una chiesa.